# Pantà de Portbou
Der Pantà de Portbou ist ein Stausee der Riera de Portbou im Gebiet der katalanischen Gemeinde Portbou (Provinz Girona, Alt Empordà).

## Etymologie
Pantà bedeutet auf Katalanisch ‚Sumpf, stehendes Gewässer‘, wird aber auch für sämtliche künstlich geschaffenen Stauseen verwendet.

## Beschreibung
Die Staumauer des Pantà de Portbou, manchmal auch nur El Pantà oder I Pantà genannt, wurde zwischen 1973 und 1975 errichtet. Sie ist vom Typus Gewichtsstaumauer und aus Beton. Ihre Höhe beträgt 27,5 Meter, die Staukapazität ist rund 100.000 Kubikmeter. Die Stauhöhe liegt auf 130 Meter über dem Meer. Die Längsrichtung des Pantà de Portbou folgt der Ostnordost-Richtung.
Der geologische Untergrund des Stausees besteht aus relativ schwach metamorphen, paläozoischenSchiefergesteinen des Albères-Massivs.
Der Stausee gehört der kleinen Kategorie in Katalonien an. Sein Verwendungszweck ist die Trinkwasserversorgung für die Gemeinde Portbou, das Wasser wird aber auch zur landwirtschaftlichen Bewässerung verwendet. Trotz seiner zweifellos regulierenden Wirkung, kam es im Oktober 1987 zu einer verheerenden Überschwemmung am Unterlauf der Riera de Portbou. 
Der Stausee wird auf seiner Südseite von Kiefernwäldern in einer ansonst recht kargen und baumlosen Landschaft umringt und stellt daher ein lohnendes Ausflugsziel dar.

## Weblink
- Die Stauseen auf der Website von ACA